# Crassula gemmifera
Crassula gemmifera (лат.) — вид суккулентных растений рода Толстянка (Crassula) семейства Толстянковые (Crassulaceae), естественно произрастающий на территории Лесото и Южно-Африканской Республики.

## Название
Родовое латинское название Crassula происходит от латинского слова crassus, — «толстый», в основном из-за присутствия у растений этого рода сочных листьев.
Видовой латинский эпитет gemmifera происходит от лат. gemma — «бутон, глаз, жемчужина» и лат. -fer, -fera, -ferum — «несущий», отражая периодическое появление луковиц.

## Ботаническое описание
Многолетние растения с прямостоячими или полегающими стеблями, достигающими длины до 7 см, часто разветвленными и образующими придаточные корни в местах контакта с землей. Листья имеют линейную или линейно-обратно-ланцетную форму, размером 3-5 х 1 мм, обычно тупые, с верхней стороны почти плоские, с нижней более выпуклые, иногда отогнутые, голые, мясистые и бледно-зеленые.
Соцветие формируется в пазухе листа и содержит 4-членные цветки. Чашечные доли широкотреугольные, примерно 0,5 мм в длину, тупые. Венчик более или менее чашевидный, с небольшим сросшимся основанием, окрашенный в белый цвет; доли эллиптически-продолговатые, примерно 1,5 мм в длину, тупо острые, слегка изогнутые назад. Тычинки с красными пыльниками. Чешуйки продолговато-клиновидные, размером 0,5-0,7 х 0,1-0,2 мм, слегка округлые, постепенно суженные книзу, слегка мясистые, сверху белые с красноватым оттенком.

## Распространение и экология
Распространен в Драконовых горах на северо-западе Натала, на востоке Оранжевого Свободного Государства (ныне провинция Фри-Стейт), в Лесото и в северных частях восточной Капской провинции. Преимущественно обитает во влажных местах рядом со стоячей водой или в тенистых расщелинах скал.

## Таксономия
Ранее этот таксон входил в состав вида Crassula vaillantii, однако его характеризует выраженное сосочковое образование семенной оболочки. Выпускные почки, упомянутые Фридрихом, наблюдались только у небольшого числа экземпляров, и не установлено, проявляются ли они в этом виде в общем, или же они вызваны лишь экстремальными условиями.
Crassula gemmifera Friedrich, первое упоминание в Mitt. Bot. Staatssamml. München 15: 592 (1979).

### Синонимы
Гомотипные (основанные на одном и том же номенклатурном типе):
- Tillaea gemmifera (Friedrich) V.V.Byalt